# Gardyne’s Land

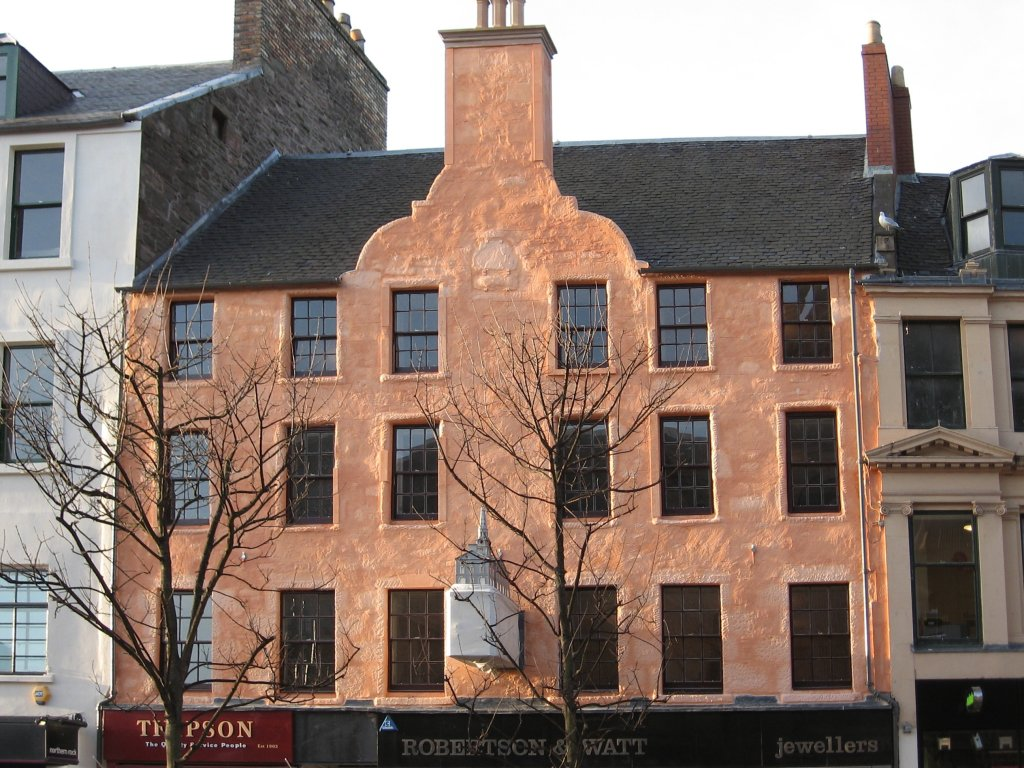
Gardyne’s Land

Gardyne’s Land, auch Gardyne’s House, ist ein Wohn- und Geschäftsgebäude in der schottischen Stadt Dundee in der gleichnamigen Council Area. 1965 wurde das Bauwerk in die schottischen Denkmallisten in der höchsten Denkmalkategorie A aufgenommen. Des Weiteren bildet es zusammen mit verschiedenen umliegenden Gebäuden ein Denkmalensemble der Kategorie A.

## Geschichte
Gardyne’s Land ist das älteste bekannte erhaltene Wohngebäude innerhalb des Burghs Dundee. Es wurde im Jahre 1560 von dem aus Balmerino stammenden Kaufmann John Gardyne und dessen Frau Elizabeth Kynnier errichtet und ist auf verschiedenen historischen Gemälden und Fotografien der Straße zu sehen. Im frühen 18. Jahrhundert wurde das Gebäude aufgestockt. Der Tayside Buildings Preservation Trust ließ die Restaurierung zwischen 2004 und 2007 ausführen. Die vom Nachbargebäude 74–76 High Street stammende Uhr wurde im Zuge der Arbeiten 2006 installiert. Sie ist mit einem Modell des ehemaligen Rathauses von Dundee gestaltet, das einst an Gardyne’s Land angrenzte.

## Beschreibung
Das Wohn- und Geschäftsgebäude steht an der High Street im Zentrum Dundees. Das denkmalgeschützte Gebäude 74–76 High Street schließt sich an der Ostseite an. Die südostexponierte Hauptfassade des vierstöckigen Gebäudes ist sechs Achsen weit. Ebenerdig sind Geschäftsräume mit flächigen Schaufenster eingerichtet, die neueren Datums sind. Die Fassade ist mit Harl verputzt. Sie schließt mit einem markanten, geschwungen geführten Kamin, der traufständig ist. Ein Durchgang führt auf den Hinterhof. Dort befand sich möglicherweise einst der Haupteingang. Ein Sturz weist das Jahr 1607 in Verbindung mit den Monogrammen „AS“ und „PK“ aus. Aus der Fassade kragt ein gerundeter Treppenturm aus. Das abschließende Satteldach ist mit grauem Schiefer eingedeckt.